# Weg uit de islam
Weg uit de islam. Getuigenissen van afvalligen (originele titel: Leaving Islam: Apostates Speak Out) is een boek uit 2003, geschreven door de ex-moslims Ibn Warraq (tevens samensteller) en enkele medeauteurs, dat onderzoek en casussen presenteert van geloofsafval in de islam. Het bevat een verzameling van essays van ex-moslims die hun eigen ervaringen vertellen toen ze de religie verlieten.

## Samenvatting
Weg uit de islam bestaat uit vijf delen, bevat een woord vooraf, een inleiding bij de Nederlandse vertaling van Afshin Ellian, en vijf bijlagen. "Deel V: Uittreding uit de islam in historisch en literair perspectief" hoorde in de originele Engelse versie bij "Part 1: Theory and practice of apostasy in Islam".

### Deel I: Theorie en praktijk van geloofsverlating in de islam
Het eerste boekdeel presenteert een overzicht van de theologisch-juridische grondslagen voor apostasie in de islam gebaseerd op de Koran, de Hadiths en de geschreven opvattingen from van de klassieke scholen van islamische jurisprudentie, aangevuld door eigentijdse opgetekende uitspraken van islamitische juristen.

### Deel II: Getuigenissen van de ISIS-website
Deel 2 bestaat uit talloze case studies die hedendaagse ontkeringen beschrijven en trends van geloofsafval vanuit de islam over de hele wereld bespreken. Deze werden opgestuurd naar de website van het Institute for the Secularisation of Islamic Society (ISIS), mede opgericht door Ibn Warraq.

### Deel III: Getuigenissen van geboren moslims: moertadd fitri
Het derde deel bevat getuigenissen van afvalligen die als moslim zijn opgevoed, waaronder de ex-moslim Ali Sina. Volgens Sina is het niet meer genoeg om alleen maar niet meer te geloven: "Onze taak is de islam te ontmaskeren, over Mohammeds verdorven levensstijl te schrijven, over zijn schandelijke daden en zijn stompzinnige beweringen." Veel van de auteurs komen uit Iran, Pakistan en Bangladesh, waar een strenge vorm van de islam de samenleving overheerst, hoewel de lingua franca er niet het Arabisch is en deze auteurs pas de ware betekenis van de teksten ontdekten nadat ze naar het westen waren verhuisd en vertalingen van de Koran, Hadith en andere vroeg-islamitische geschriften lazen.

### Deel IV: Getuigenissen van westerse bekeerlingen: moertadd milli
Het vierde deel gaat over mensen die in het westen geboren zijn en niet als moslims opgevoed, maar zich later bekeerden tot de islam, en zich daarna weer uit de islam ontkeerden.

### Deel V: Uittreding uit de islam in historisch en literair perspectief
In Deel V wordt er een geschiedenis van de toepassing van de islamitische jurisprudentie op afvalligen gepresenteerd, waarbij opmerkzame casussen uit de vroege eeuwen van de islam de revue passeren, zoals die van de vrijdenkers Ibn al-Rawandi en Rasis (865–925), of skeptische dichters zoals Omar Khayyám (1048–1131) en Hafez (1320–89), of de soefimystici Mansur al-Halladj (geëxecuteerd in 922), As-Sohrawardi (geëxecuteerd in 1191), en de skepticus al-Ma'arri (973–1057).

### Bijlagen
De bijlage "De islam staat terecht: Het tekstuele bewijs" citeert, onder andere heilige geschriften, Sahih Bukhari, Deel 9, Boek 84, Nummer 57: "Wie ook maar zijn islamitische religie verandert, dood hem."

## Motivering
Op 24 juni 2003 hield Ibn Warraq in het openbaar een lezing (in vermomming, om zijn identiteit te beschermen) in Cambridge (Massachusetts) over het boek en de context waarin het was samengesteld.:11:39 Hij citeerde een aantal van zijn medeauteurs en andere ex-moslims die om een verscheidenheid aan redenen hadden besloten om het geloof te verlaten, maar stelde dat deze mensen zelden zich openlijk durfden uit te spreken, en dat niet-moslims zoals westerse uitgevers vaak uit angst weigerden om hen een podium te geven.:13:52 Warraq zei echter tot zijn verbazing dat, in tegenstelling tot hemzelf, veel van zijn co-auteurs, vooral de vrouwen (wier verhalen hij meende dat lezers "het meest ontroerend zouden vinden"), bereid waren om hun getuigenissen onder hun eigen naam te schrijven in plaats van pseudoniem.:34:16
In een interview uit juli 2003 bij The Religion Report op Radio National van de Australian Broadcasting Corporation zei Warraq dat hij Weg uit de islam heeft geschreven om zijn bewering te staven dat er een groot aantal ex-moslims waren en om andere ex-moslims die nog in de kast zitten aan te moedigen om de islam achter zich te laten. Hij stelde ook dat zijn doelpubliek niet alleen moslims waren, maar iedereen.
Behalve afvallige moslims een stem te geven, verwoordde Warraq ook zijn idee dat ex-moslims de leiding zouden moeten nemen in het bekritiseren van de islam en het islamisme. Als voormalige moslims hebben zij de islam van binnenuit meegemaakt, kennen haar daarom beter dan critici van buitenaf en kunnen er derhalve met meer deskundigheid over spreken. Om deze stelling te onderbouwen, vergeleek Warraq het bolsjewisme uit de jaren 1930 met het islamisme uit de jaren 1990, en hedendaagse ex-moslims met ex-communisten uit de jaren 1930. Hierbij verwees hij naar de uitspraak van de Duitse ex-communist Arthur Koestler jegens Engelstalige anti-communisten die zijn waarschuwingen niet serieus namen: "Jullie haten onze Cassandra-uitroepen en wensen ons niet als jullie bondgenoten - maar, wanneer het erop aan komt, zijn wij ex-communisten de enigen die weten waar het eigenlijk om draait.":24:46

## Recensies
Enkele weken voordat het boek in het Engels werd gepubliceerd, werden een aantal fragmenten online beschikbaar gemaakt op de website van Warraqs Institute for the Secularisation of Islamic Society. De Nederlandse arabist en islamgeleerde Hans Jansen recenseerde deze voorproefjes voor Trouw. Hoewel volgens Jansen "de afgedrukte getuigenissen niet allemaal in even fraai Engels zijn", accepteerde hij dit als een gevolg van het feit dat het world wide web nu over de hele wereld toegankelijk was voor gebruikers met een andere moedertaal dan het Engels, die nu op ongeziene wijze en zonder censuur konden communiceren. "Voor het eerst in de geschiedenis zullen moslims onbelemmerd toegang hebben tot anti-islamitische polemieken. De in alle islamitische landen geldende regeling dat de islam als enige toegang heeft tot de markt voor nieuwe religieuze ideeën, is door internet, en Ibn Warraq, voorgoed tot een einde gekomen."
The New York Review of Books schreef dat Weg uit de islam "waarschijnlijk het eerste boek van zijn soort is — een verzameling van getuigenissen van voormalige moslims over hun vervreemding van het islamitische geloof." De persoonlijke verhalen werden zeer verschillend in kwaliteit bevonden ("van tragisch tot afgezaagd"), maar de "lange en illustere geschiedenis van islamitische twijfel" was informatiever.
Volgens The Boston Globe zijn "de verhalen van Weg uit de islam eyeopeners."
Toen een Nederlandse vertaling door Bernadette de Wit (met een voorwoord van Afshin Ellian) werd gepubliceerd in 2008, vond de Volkskrant het boek "interessant, omdat het blootlegt hoe bij moslim-migranten het proces van geloofsverlies verloopt." Anderzijds was er een schijnbare tegenstelling tussen de houding van de auteurs jegens de twee abrahamitische heilige boeken. Ze waren het erover eens dat zowel de Koran als de Bijbel vele gruweldaden beschreef en een hoop immorele geboden bevatte, maar terwijl moderne christenen en joden werden geprezen om hoe ze met cherry picking de goede stukjes eruit haalden en de onethische delen negeerden of ze opvatten als parabels, neigden de bijdragers van Weg uit de islam te beweren dat moderne moslims, die hetzelfde proberen te doen, blind zijn voor wat de teksten letterlijk zeggen en er überhaupt niet meer in zouden moeten geloven.
Trouw-journalist Eildert Mulder merkte op dat de ex-moslimgetuigenissen veel overeenkomsten hadden met die van ex-christenen. Echter richtten die laatsten zich vaker op het afkraken van de kerken als instituut, of bejammeren hoe ze hebben geleden onder hun christelijke opvoeding. Het komt zelden voor dat ze het karakter van Jezus aanvallen: "De kritiek blijft beperkt tot de vaststelling dat lopen over water niet kan en opstaan uit de dood evenmin." In Weg uit de islam las Mulder dat "bij afvallige moslims afkeer van de persoon van de profeet juist wel een belangrijke reden is om met hun religie te breken. (...) De woede onder afvalligen tegen Mohammed is enorm," vooral betreffende de onderdrukking van vrouwen, mensenrechtenschendingen massamoord. Hoewel Warraq wel enkele dergelijke gevallen bespreekt in het boek, bekritiseerde Mulder Warraqs website wegens het alleen opnemen van fragmenten van atheïstische en agnostische ex-moslims, niet van mensen die de islam hebben verlaten voor een andere religie: "Deze website is niet opgedragen aan mensen die de ene redeloosheid inruilen voor de andere." Mulder concludeert dat de bijdragers van het boek "indrukwekkend zijn, want deze mensen hebben letterlijk hun leven in de waagschaal gesteld."
In een vergelijkbaar boek, The Apostates: When Muslims Leave Islam (2015), weersprak auteur Simon Cottee de bewering in Weg uit de islam, dat het feit dat de doodstraf voor afvalligheid wordt ondersteund door verschillende passages in de hadith, eveneens een weerspiegeling is van de 21e-eeuwse mainstream islamitische opinie over het onderwerp.

## Edities
- Warraq, Ibn (2003). Leaving Islam: Apostates Speak Out. Prometheus Books, p. 320. ISBN 1-59102-068-9.
  - Nederlandse vertaling: Weg uit de islam: getuigenissen van afvalligen, 557 pages, Uitgeverij Meulenhoff, Amsterdam (2008), ISBN 978-90-290-8153-5[4]